# 나가쓰카촌 (히로시마현)
나가쓰카촌(長束村)은 히로시마현 아사군에 설치되었던 촌이다. 현재의 히로시마시 아사미나미구의 일부에 해당한다.